# شهابپور
شهابپور (به انگلیسی: Shahabpur) یک منطقهٔ مسکونی در هند است که در پنجاب واقع شده‌است.

## خصوصیات
شهابپور ۱٬۲۴۴ نفر جمعیت دارد.